# Poblat de Sant Agustí Vell

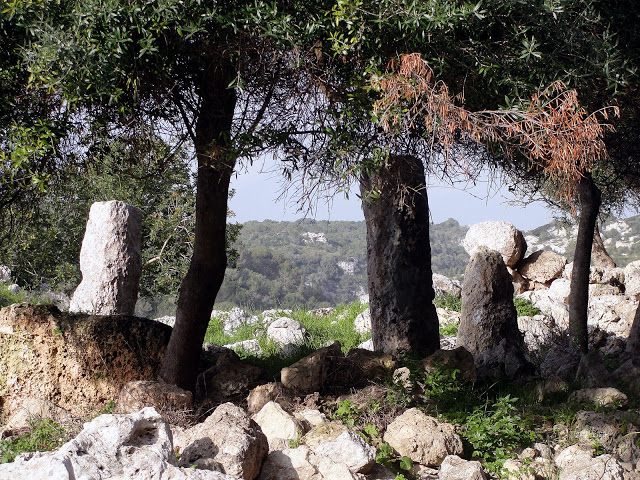
Sant Agustí Vell -columnes monolítiques-

El poblat de Sant Agustí Vell, està situat al terme d'Es Migjorn Gran, al marge est del barranc de Binigaus, municipi de Menorca amb més densitat de monuments prehistòrics per metre quadrat. És un dels més monumentals de l'illa i té una extensió d'unes cinc hectàrees. Conserva una de les meravelles de l'arqueologia menorquina: a un dels seus talaiots encara s'hi pot observar l'embigat de fusta de mata original, d'uns 3.000 anys d'antiguitat. A més, es tracta d'un dels pocs talaiots amb cambra interna que hi ha a Menorca.
Aquest poblat, va figurar en el catàleg de 32 monuments de la cultura Talaiòtica que aspiraren a ser Patrimoni de la Humanitat. Espanya va proposar oficialment el 14 de gener de 2016 la candidatura menorquina per a la seva inclusió a la Llista del Patrimoni Mundial de la UNESCO. El juliol de 2017 la Cultura talaiòtica no va ser aprovada, però no va ser descartada de forma definitiva, sinó que es van demanar millores per poder ser inclosa en un futur.
Tot i la seva importància, curiosament, Sant Agustí Vell és un dels poblats que ha generat menys investigació. Amb l'objectiu de posar en valor aquest jaciment arqueològic, el 2017 es va engegar un projecte arqueològic quinquennal, per mitjà d'una campanya de micra mecenatge juntament amb subvencions públiques, per excavar el poblat amb campanyes d'un mes cada any.

## Ubicació
Sant Agustí Vell es troba a 1,4 quilòmetres d'Es Migjorn Gran, al marge est del barranc de Binigaus. L'accés es fa a través de la ME-18 fins a Sant Tomàs. Procedent d'Es Migjorn Gran, s'ha d‘agafar el segon camí de terra a la dreta, on hi ha un taulell d'informació. Allà s'ha de deixar el cotxe i continuar caminant uns vint minuts fins a arribar al jaciment.

## Descripció

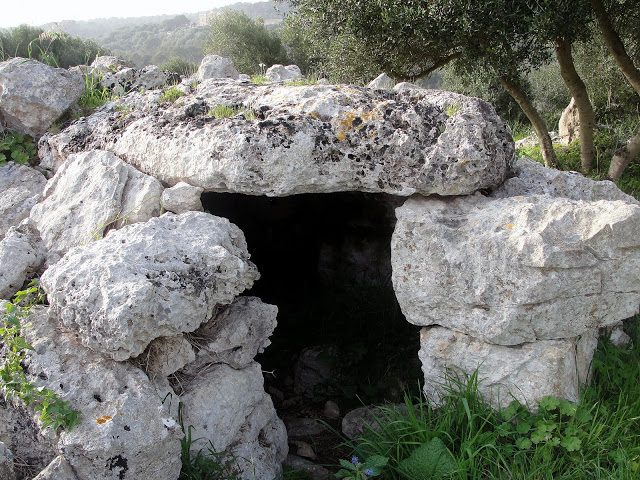
Sala Hipòstila

Aquest poblat és d'època talaiòtica tot i que també hi ha algunes estructures pretalaiòtiques. Pel material trobat al poblat se sap que va estar habitat fins a època islàmica (segles X-XIII).
En una superfície d'unes cinc hectàrees, s'hi poden veure dos talaiots, un o dos recintes de taula, sis sitjots, diferents cercles de cases, un parell d'hipogeus i coves, entre d'altres construccions.

### Els talaiots
Sant Agustí Vell té dos Talaiots (1100 – 550 A.C), el més ben conservat és l‘oriental, que també és conegut com el "Talaiot de Ses Bigues de Mata", el qual fa 13,20m de diàmetre. De planta circular i perfil troncocònic, el seu parament exterior està format per una base de pedres de grans dimensions, sobre les quals s'assenta la resta del llenç del parament exterior. El talaiot conserva la seva cambra, a la qual s'ingressa a través d'un passadís de 3,20m d‘altura i 2,30m de llarg. La cambra és de planta circular i està coberta amb lloses planes que se sustenten sobre pilastres i dues columnes  de tipus mediterrani (columnes de pedres apilades que s'estrenyen cap avall). La particularitat d'aquest talaiot és que conserva bigues de mata, una de les quals va ser datada pel mètode de C-14 i va aportar una data de mitjans segle IX A.C.

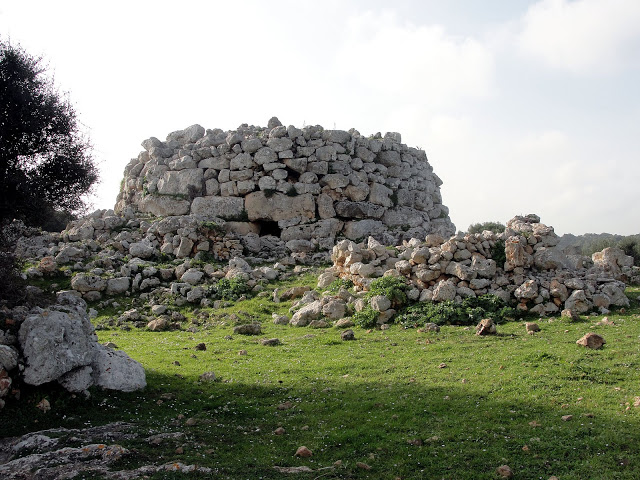
Talaiot de les bigues de mata)

Si observem bé el talaiot, es pot veure una altra entrada, avui en dia cegada, que podria conduir a la cambra que hi havia a dalt del talaiot.
Devora aquest primer talaiot, s'hi pot trobar una estructura que segurament és una cabanya de pastors no gaire antiga i, al seu darrere, un petit forn. Segurament són restes modernes d'un pastor, ja que sabem que el talaiot va ser utilitzat com a lloc per a resguardar el bestiar de d'intempèrie en època recent.
L'altre Talaiot es troba a l'est del primer. Està construït amb cercles concèntrics de pedres i té un diàmetre de 18,20 m. Tot i que és un talaiot espectacular i d'unes dimensions considerables, és el gran oblidat del poblat, ja que no es pot accedir al seu interior. Pel parament extern, de filades horitzontals i perfil convergent, és possible que existís una cúpula per aproximació. Tot i això, faria falta una excavació arqueològica per confirmar-ho.

### El SantuariTaula

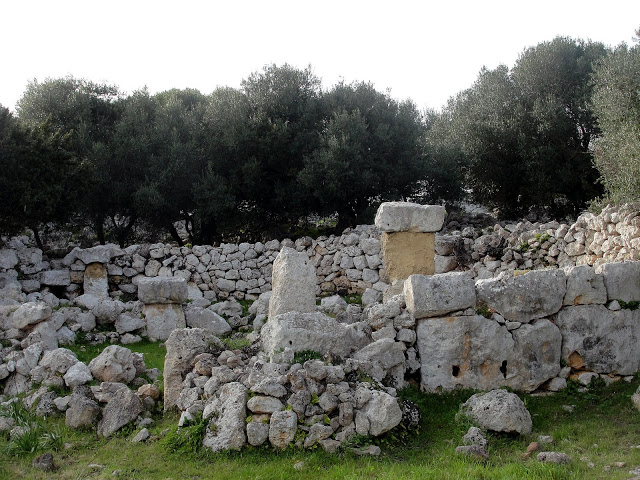
Santuari de Taula

La Taula de Sant Agustí Vell es troba a uns 150 metres al sud dels Talaiots, on es conserven restes d'edificis residencials. De la Taula només es conserva el pilar, ja que el mur extern ha desaparegut. Té una alçada d‘uns 2 m, per 1 m d'ample i 30 cm de gruix.
Als voltants dels dos talaiots es va trobar una zona, que alguns arqueòlegs consideren un segon santuari de Taula. Però això és controvertit, ja que aquesta segona "Taula" és molt petita i l'existència de dues taules en un assentament és molt inusual. La qüestió de si es tracta d'un santuari Taula, només es pot aclarir mitjançant excavacions arqueològiques.

### Cases post-talaiòtiques
Les cases més ben conservades de Sant Agustí Vell són tres Cercles monumentals situats al nord-est del Talaiot occidental. Dues d'elles estan relativament ben conservades i mostren el típic pla de planta rodona de l'edat del ferro de Menorca amb un pati interior des d'on s'accedia a totes les habitacions de la casa. La paret exterior d'aquesta casa és de doble paret, amb pedres més petites que s'utilitzen per a l'interior.

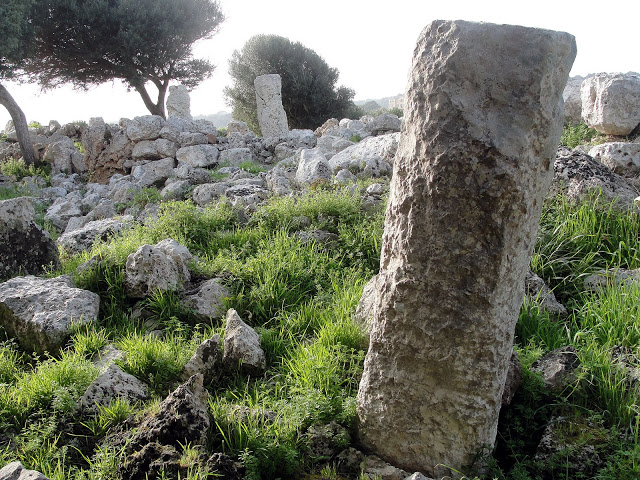
Cercles de cases

Encara que les cases no han estat excavades ni restaurades, les parets exteriors dels Cercles són clarament visibles. Alguns dels pilars i una porta d'entrada encara estan en peu. També es pot observar una Sala Hipòstila, que va servir com a estable o magatzem.

### Hipogeus
A la perifèria meridional de l'assentament de Sant Agustí Vell es van trobar tres estructures funeràries subterrànies (hipogeus). Dues daten del període talaiòtic, mentre que la tercera, un hipogeu sense acabar, ha estat datada als darrers anys de la cultura talaiòtica.